# Pihen-lès-Guînes
Pihen-lès-Guînes é uma comuna francesa na região administrativa de Altos da França, no departamento de Pas-de-Calais. Estende-se por uma área de 9,25 km². Em 2010 a comuna tinha 505 habitantes (densidade: 54,6 hab./km²).